# Austrodontella
Austrodontella is een geslacht van springstaarten uit de familie van de Odontellidae.
Er zijn drie soorten, waarvan Austrodontella monticola pas in 2015 wetenschappelijk is beschreven.

## Soorten
- Austrodontella cassagnaui
- Austrodontella monticola
- Austrodontella trispina